# Air Canada
Air Canada (укр. Авіа Канада, вимовляється Ер-Канада; ФБТ|AC.A, ФБТ|AC.B) — національна та найбільша авіакомпанія в Канаді, що виконує пасажирські та вантажні перевезення за 176 напрямками по всьому світу. Головними транзитними вузлами (хабами) авіакомпанії є Торонто-Пірсон Міжнародний аеропорт, Калгарський міжнародний аеропорт, Міжнародний аеропорт Ванкувер та Монреальський міжнародний аеропорт імені П'єра Еліота Трюдо. Air Canada — член авіаційного альянсу Star Alliance.
19 березня 2020 року Air Canada через економічну кризу, викликану коронавірусом, скоротила половину персоналу — 5100 із 10000 працівників. Скрочено і кількість маршрутів — замість 154 міжнародних та 62 внутрішніх рейсів виконуватиметься лише 19 і 40 відповідно.

## Історія
Компанія була заснована у 1937 році під назвою «Trans-Canada Airlines (TCA)». Змінила назву на «Air Canada» в 1964 році. В 1949 році штаб-квартира компанії переїхала з Вінніпега, Манітоба, до Монреаля, Квебек, де розташовується донині.
В 1984 році Air Canada заснувала бонусну програму для пасажирів, які часто літають — «Ероплан» (англ. Aeroplan).
В 1997 році Air Canada увійшла до Star Alliance, найбільшого у світі авіаційного альянсу.
В 2000 році компанія придбала другого за розміром канадського авіаперевізника — Canadian Airlines та стала 12-ю за величиною флоту авіакомпанією у світі.
19 березня 2020 року Air Canada скоротила половину персоналу. Звільнили 5100 із 10000 працівників. Скрочено і кількість маршрутів — замість 154 міжнародних та 62 внутрішніх рейсів виконуватиметься лише 19 і 40 відповідно.

## Флот
Станом на грудень 2012 року флот авіакомпанії складається з таких літаків:

## Діяльність
Air Canada обслуговує рейси в 98 пунктах Канади, США, Латинської Америки, Європи, Австралії й Азії. В співробітництві з Air Canada Jazz здійснюються польоти в 176 напрямках.
В 2006 році 34 мільйонів людей скористалися послугами компанії.

## Галерея

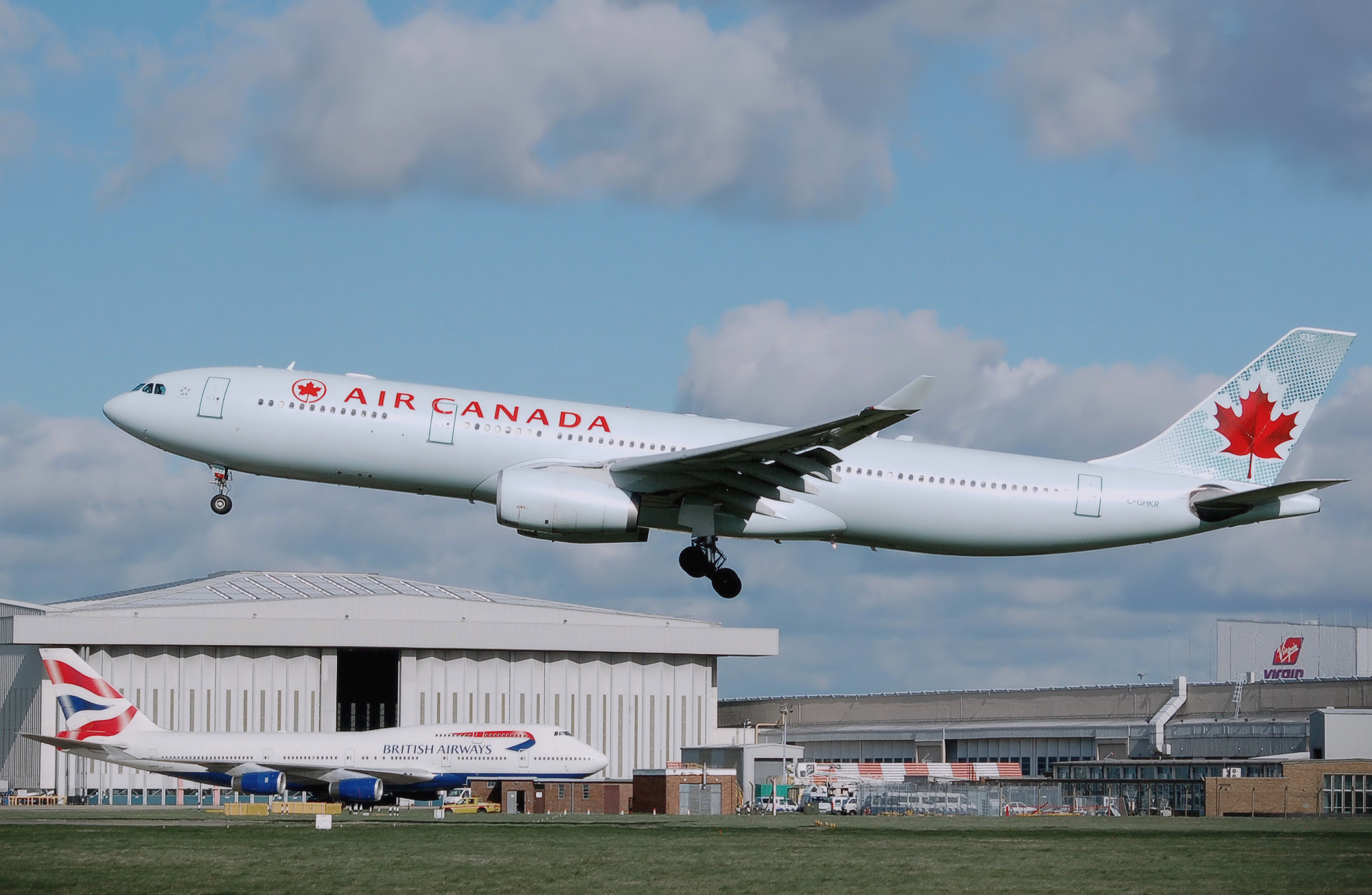
Airbus A330-300
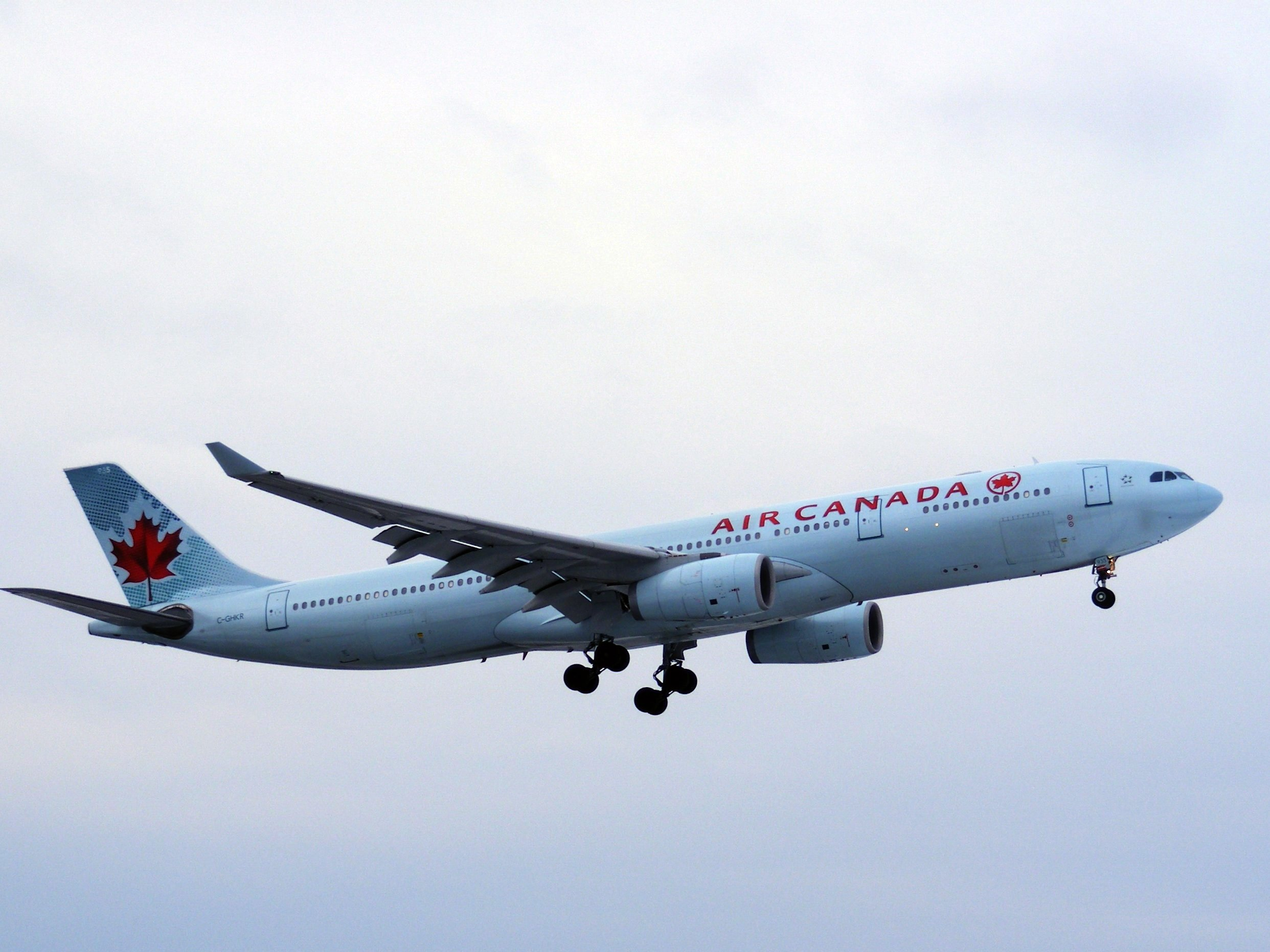
Airbus A330
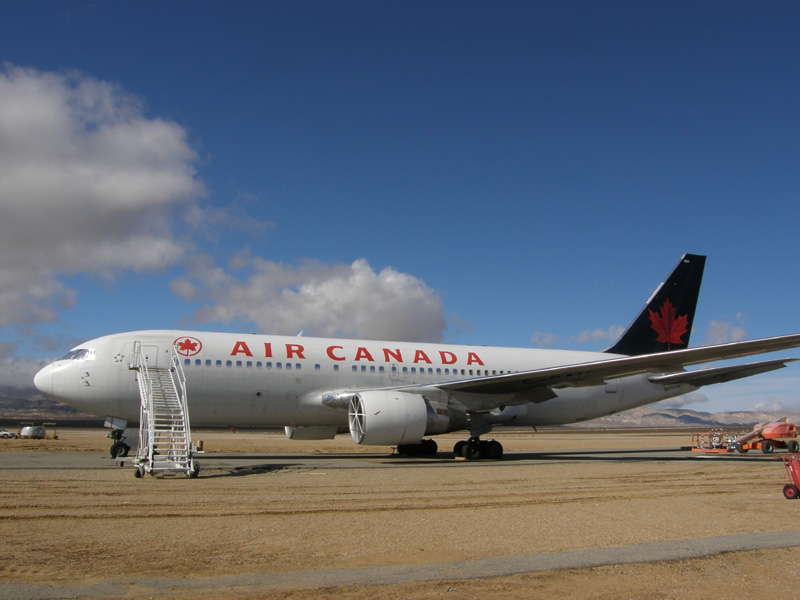
Boeing 767 «Gimli Glider»
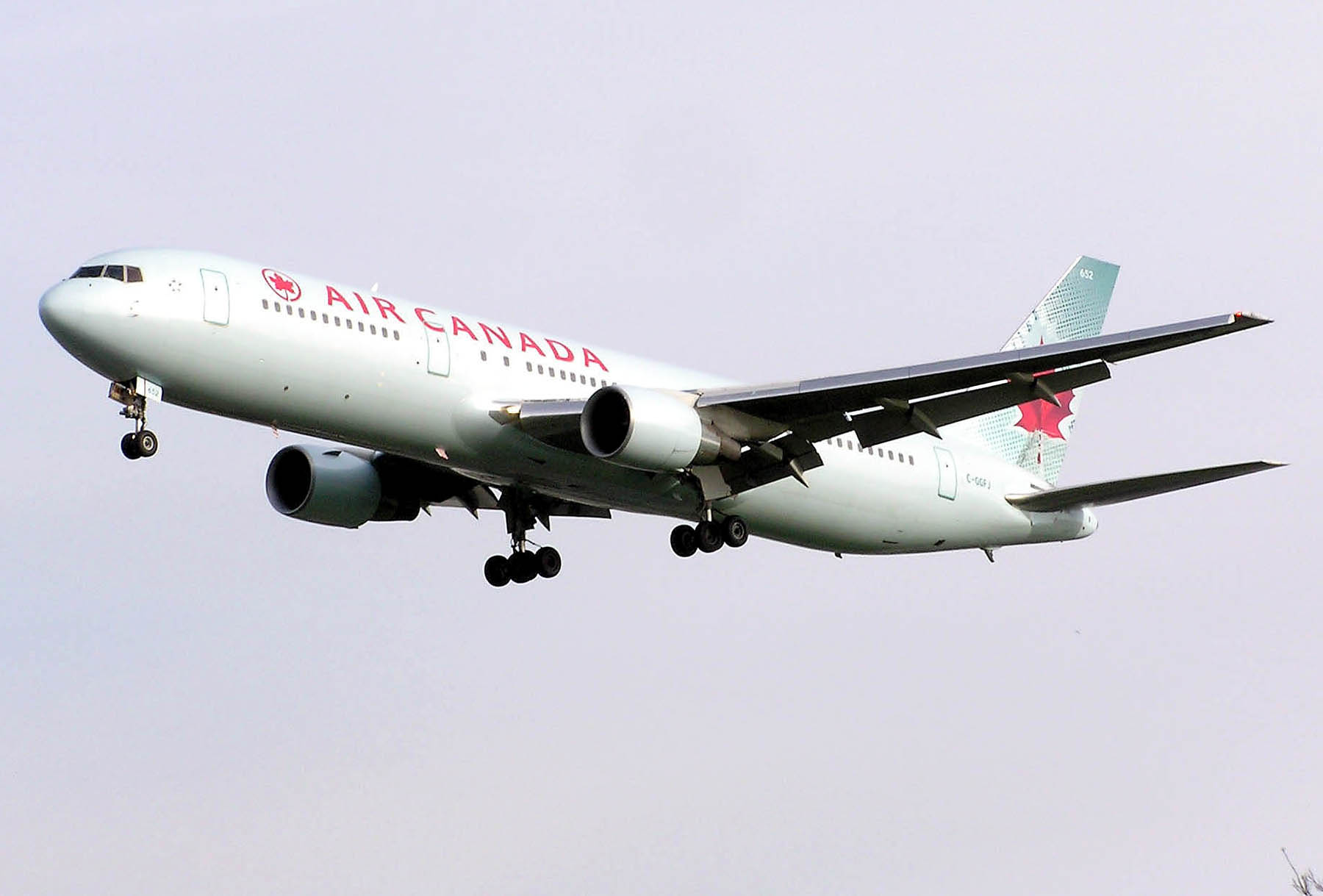
Boeing 767-300